# Marion Haubitz
Marion Haubitz (geb. 1959 in Bad Nauheim als Marion Bingel) ist eine deutsche Medizinerin und Professorin für Innere Medizin. Sie war bis 2022 Vizepräsidentin der Deutschen Gesellschaft für Nephrologie und steht dem Kuratorium dieser Fachgesellschaft vor.

## Werdegang
Haubitz promovierte im Jahr 1985 und wurde im Jahr 1993 Fachärztin für Innere Medizin. In diesem Fach habilitierte sie sich im Jahr 1997 an der Medizinischen Hochschule Hannover zum Thema „ANCA-assoziierte Vaskulitiden mit Nierenbeteiligung: Untersuchungen zur Pathogenese, Therapie und Prognose“. Seit 2010 ist Haubitz Direktorin der Medizinischen Klinik III am Klinikum Fulda. Seit 1998 arbeitet sie schwerpunktmäßig in der Nierenheilkunde. Ihre beruflichen Stationen umfassten bis 2010 die Mitarbeit in zahlreichen Gremien, hierzu gehören eine Gleichstellungskommission und eine Studienkommission zum Aufbau eines Modellstudiengangs. Zudem absolvierte Haubitz einen Forschungsaufenthalt bei Charles Dinarello an der Tufts University in Boston. Haubitz hat seit 2021 das Recht die Zusatzbezeichnung Transplantationsmedizin zu führen. Voraussetzung dafür ist, neben der Absolvierung einer zweijährigen Weiterbildung, die Facharztanerkennung für Innere Medizin und ein Schwerpunkt auf Nephrologie. Haubitz ist die erste Fachärztin für Nierenheilkunde in Hessen, die berechtigt ist, Transplantationsmedizin als Zusatzbezeichnung zu führen.

### Nephrologie
Im Jahr 2001 wurde sie von der Medizinischen Hochschule Hannover zur außerplanmäßigen Professorin berufen. Sie forscht zu Autoimmunerkrankungen, insbesondere zu Vaskulitis, sowie dem Zusammenhang zwischen Kreislauferkrankungen und dem Risiko von Niereninsuffizienz. Haubitz zielt in ihrer ärztlichen Arbeit darauf ab, den Patienten eine Dialyse zu ersparen und ihnen ein möglichst unbelastetes Leben unter Bewahrung ihrer Lebensqualität zu ermöglichen. Unter ihrer Führung arbeitet hierbei die Medizinische Klinik III mit der Klinik für Urologie und Kinderurologie im Rahmen des Fuldaer Transplantationszentrums zusammen. Die Medizinische Klinik III wurde im Jahr 2022 zum wiederholten Male nach den Kriterien der Deutschen Gesellschaft für Nephrologie als "Nephrologische Schwerpunktklinik" zertifiziert.

### Wissenschaftlicher Beitrag
Haubitz' wissenschaftliche Schwerpunkte liegen bei der Biokompatibilität von Nierenersatzverfahren, Autoimmunerkrankungen (insbesondere Vaskulitiden) sowie Gefäß- und Endothelerkrankungen.

## Engagement und Auszeichnungen
Im Jahr 2007 wurde Haubitz als Mitglied in den Sachverständigenrat zur Begutachtung der Entwicklung im Gesundheitswesen (SVR) berufen. Sie gehörte dem SVR bis 2017 an. Zudem engagiert Haubitz sich in der Deutschen Gesellschaft für Nephrologie, deren Vorstand sie bis 2022 angehörte. Derzeit steht sie dem Kuratorium der DGfN vor und koordiniert die Zusammenarbeit mit deren Fördermitgliedern.
Haubitz wurde im Jahr 2020 vom Verbrauchermagazin Guter Rat zu den besten 367 deutschen Medizinern gezählt. Die Auswahl basierte auf einer Umfrage unter Ärzten, die erfasste, von welchen Kollegen sich Mediziner selbst behandeln lassen würden. Haubitz wurde in dieser Erhebung als ausgewiesene Spezialistin für Nierenheilkunde und Bluthochdruck benannt. Die Ärzteliste des Magazins "Focus" zählte Haubitz im Jahr 2023  zu den besten deutschen Medizinern im Fachgebiet Nephrologie.
Für ihre Forschungen zu Früherkennung und Prävention in der Proteomik erhielt Haubitz im Jahr 2005 den Innovationspreis der Kaufmännischen Krankenkasse in Hannover.